# Eremogone
Eremogone es un género de plantas de la familia Caryophyllaceae con 90 especies descritas y   de estas, solo 71 aceptadas.

## Taxonomía
El género fue descrito por Eduard Fenzl y publicado en Versuch einer Darstellung der Geographischen Verbreitungs- and Vertheilungs-Verhältnisse der Natürlichen Familie der Alsineen 13, pl. s.n. [p. 18]. 1833[1833].  La especie tipo es: Eremogone graminifolia Fenzl.
Etimología
Eremogone: nombre genérico que deriva de eremos = "solo, solitario, abandonado" y gonos = "semillas"

## Especies
- Eremogone aberrans (M.E Jones) Ikonn.
- Eremogone acerosa (Boiss.) Ikonn.
- Eremogone acicularis (F.N.Williams) Ikonn.
- Eremogone aculeata (S.Watson) Ikonn.
- Eremogone acutisepala (Hausskn. ex F.Williams) Ikonn.
- Eremogone androsacea (Grubov) Ikonn.
- Eremogone angustisepala (McNeill) Ikonn.
- Eremogone armeniaca (Boiss.) Holub
- Eremogone asiatica (Schischk.) Ikonn.
- Eremogone biebersteinii (Schltdl.) Holub
- Eremogone blepharophylla (Boiss.) Ikonn.
- Eremogone brachypetala (Grossh.) Czerep.
- Eremogone calcicola (Gilli) Ikonn.
- Eremogone capillaris (Poir.) Fenzl
- Eremogone caricifolia (Boiss.) Ikonn.
- Eremogone cephalotes (M.Bieb.) Fenzl
- Eremogone cliftonii Rabeler & R.L.Hartm.
- Eremogone congesta (Nutt. ex Torr & A.Gray) Ikonn.
- Eremogone cucubaloides (Sm.) Hohen.
- Eremogone davisii (McNeill) Holub
- Eremogone dianthoides (Sm.) Ikonn.
- Eremogone drypidea (Boiss.) Ikonn.
- Eremogone eastwoodiae (Rydb.) Ikonn.
- Eremogone fendleri (A.Gray) Ikonn.
- Eremogone ferganica (Schischk.) Ikonn.
- Eremogone ferrisiae (Abrams) R.L.Hartm. & Rabeler
- Eremogone franklinii (Douglas ex Hook.) R.L.Hartm. & Rabeler
- Eremogone glaucescens (H.J.P.Winkl.) Ikonn.
- Eremogone globuliflora (Rech.f.) Ikonn.
- Eremogone graminea (C.A.Mey.) C.A.Mey.
- Eremogone griffithii (Boiss.) Ikonn.
- Eremogone gypsophiloides (L.) Fenzl
- Eremogone holostea (M.Bieb.) Rupr.
- Eremogone hookeri (Nutt. ex Torr. & A.Gray) W.A.Weber
- Eremogone insignis (Litv.) Ikonn.
- Eremogone isaurica (Boiss.) Ikonn.
- Eremogone jakutorum (A.P.Khokhr.) N.S.Pavlova
- Eremogone juncea (M.Bieb.) Fenzl
- Eremogone kingii (S.Watson) Ikonn.
- Eremogone koelzii (Rech.f.) Ikonn.
- Eremogone ladyginae Ikonn.
- Eremogone ledebouriana (Fenzl) Ikonn.
- Eremogone litwinowii (Schischk.) Ikonn.
- Eremogone longifolia (M.Bieb.) Fenzl
- Eremogone lychnidea (M.Bieb.) Rupr.
- Eremogone macradenia (S.Watson) Ikonn.
- Eremogone macrantha (Schischk.) Ikonn.
- Eremogone meyeri (Fenzl) Ikonn.
- Eremogone mongholica (Schischk.) Ikonn.
- Eremogone multiflora (Gilli) Ikonn.
- Eremogone oosepala (Bordz.) Czerep.
- Eremogone paulsenii (H.J.P.Winkl.) Ikonn.
- Eremogone pineticola Klokov
- Eremogone polaris (Schischk.) Ikonn.
- Eremogone polycnemifolia (Boiss.) Holub
- Eremogone procera (Spreng.) Rchb.
- Eremogone przewalskii (Maxim.) Ikonn.
- Eremogone pseudacantholimon (Bornm.) Holub
- Eremogone pumicola (Coville & Leiberg) Ikonn.
- Eremogone rigida (M.Bieb.) Fenzl
- Eremogone saxatilis (L.) Ikonn.
- Eremogone scariosa (Boiss.) Holub
- Eremogone stenomeres (Eastw.) Ikonn.
- Eremogone surculosa (Rech.f.) Ikonn.
- Eremogone szowitsii (Boiss.) Ikonn.
- Eremogone talassica (Adylov) Czerep.
- Eremogone tetrasticha (Boiss.) Ikonn.
- Eremogone tschuktschorum (Regel) Ikonn.
- Eremogone turlanica (Bajtenov) Czerep.
- Eremogone ursina (Rob.) Ikonn.
- Eremogone zargariana (Parsa) Holub